# Werner Haas (pianista)
Werner Haas (ur. 3 marca 1931 w Stuttgarcie, zm. 11 października 1976 w Nancy) – niemiecki pianista.

## Życiorys
W latach 1947–1954 studiował w Hochschule für Musik und Darstellende Kunst w Stuttgarcie u Lili Kroebec-Asche. Następnie od 1954 do 1956 roku był uczniem Waltera  Giesekinga w konserwatorium w Saarbrücken. Debiutował jako pianista w 1955 roku w Stuttgarcie. W 1956 roku koncertował w Paryżu. Był ulubionym uczniem Giesekinga i uważany był przez krytykę za jego następcę. Mieszkał na stałe we Francji. Zasłynął jako interpretator dzieł Claude’a Debussy’ego i Maurice’a Ravela, w swojej grze łączył estetykę francuską z niemiecką tradycją muzyczną. Dokonał licznych nagrań dla wytwórni Philips Records, w tym utworów J.S. Bacha, Fryderyka Chopina, Siergieja Prokofjewa, Claude’a Debussy’ego, Maurice’a Ravela i George’a Gershwina.
Zginął w wypadku samochodowym.